# Dorogoj mal'čik
Dorogoj mal'čik (Дорогой мальчик) è un film del 1974 diretto da Aleksandr Borisovič Stefanovič.

## Trama
Insieme a George, il figlio del milionario Rob-Robson, uno scolaro sovietico Zhora Timokhin cade nelle mani di una banda di gangster. Rendendosi conto del loro errore, i truffatori decidono di restituire Zhora. Tuttavia, il ragazzo non lascerà il suo amico nei guai.